# Sonja Rom
Sonja Rom (* 24. Februar 1969 am Tegernsee) ist eine deutsche Kamerafrau.

## Leben
Sonja Rom studierte von 1992 bis 1996 an der Deutschen Film- und Fernsehakademie Berlin und anschließend für ein Jahr am American Film Institute. Mit dem Kinofilm Die Mediocren und den beiden Fernsehfilmen Mädchen am Ball und Eine fast perfekte Liebe debütierte Rom 1995 als Kamerafrau. Sie drehte anschließend im Ausland Filme wie Ted Bundy, Tiptoes und Attack Force. Mit ihrer Kameraarbeit war sie in Deutschland unter anderem für die Kinofilme Crazy, Lammbock – Alles in Handarbeit, Die Wilden Kerle, Die Wilden Kerle 2 und Die Wilden Kerle 3 verantwortlich.
Für ihre Arbeit an der Kriminalfernsehserie KDD – Kriminaldauerdienst, für die Rom sieben Folgen drehte, wurde sie bei der Verleihung des Deutschen Fernsehpreises 2007 in der Kategorie für die Beste Kamera mit einer Nominierung bedacht. Es folgten Fantasy-Kinofilme wie Rubinrot und Saphirblau. Für Die Blumen von gestern erhielt sie 2016 eine Nominierung für die Beste Kamera beim Deutschen Filmpreis.
Rom ist Mitglied der Deutschen Filmakademie.

## Filmografie (Auswahl)
- 1995: Die Mediocren (Kinofilm)
- 1995: Eine fast perfekte Liebe (Fernsehfilm)
- 1995: Mädchen am Ball (Dokumentarfilm)
- 1996: Sexy Sadie (Kinofilm)
- 1997: Einsatz Hamburg Süd (Fernsehserie, 6 Folgen)
- 2000: Crazy (Kinofilm)
- 2000: Fandango – Members Only (Kinofilm)
- 2001: Lammbock – Alles in Handarbeit (Kinofilm)
- 2002: Ted Bundy
- 2003: Die Wilden Kerle (Kinofilm)
- 2003: Tiptoes
- 2004: Abgefahren – Mit Vollgas in die Liebe (Kinofilm)
- 2005: Die Wilden Kerle 2 (Kinofilm)
- 2005: Keine Lieder über Liebe (Kinofilm)
- 2006: Attack Force
- 2006: Die Wilden Kerle 3 (Kinofilm)
- 2007: Früher oder später (Kinofilm)
- 2007: KDD – Kriminaldauerdienst (Fernsehserie, 7 Folgen)
- 2008: Little Paris (Kinofilm)
- 2009: This Is Love (Kinofilm)
- 2010: Die kommenden Tage (Kinofilm)
- 2011: Die Stunde des Wolfes (Fernsehfilm)
- 2012: Ein Jahr nach morgen (Fernsehfilm)
- 2012: Komm, schöner Tod (Fernsehfilm)
- 2013: Rubinrot (Kinofilm)
- 2013: Doc meets Dorf (Fernsehserie, 3 Folgen)
- 2014: Kein Entkommen (Fernsehfilm)
- 2014: Saphirblau (Kinofilm)
- 2015: Taxi (Kinofilm)
- 2016: Die Blumen von gestern (Kinofilm)
- seit 2017: Die Spezialisten – Im Namen der Opfer (Fernsehserie, mehrere Folgen)
- 2017: Ein Fisch namens Liebe (Fernsehfilm)
- 2017: Hanni & Nanni – Mehr als beste Freunde[3] (Kinofilm)
- 2018–2019: Tonio & Julia (Fernsehserie)
  - 2018: Kneifen gilt nicht
  - 2018: Zwei sind noch kein Paar
  - 2019: Schuldgefühle
- 2018, 2019: Ein Fall für Dr. Abel (Fernsehfilmreihe, mehrere Folgen)
- 2019: Die Eifelpraxis (Fernsehserie, Folgen: Herzenssachen, Körper und Geist)
- 2020: Die Küstenpiloten (Fernsehserie, Folgen: Kleine Schwester, großer Bruder, Mütter und Töchter)
- 2021: Träume sind wie wilde Tiger (Kinofilm)
- 2022: Der Zürich-Krimi: Borchert und die bittere Medizin
- 2023: Miss Merkel – Mord im Schloss (Fernsehfilm)
- 2023: WOW! Nachricht aus dem All
- 2024. Ein Sommer an der Côte d’Azur (Fernsehreihe)
- 2025: Polizeiruf 110: Ein feiner Tag für den Bananenfisch

## Auszeichnungen
- Deutscher Fernsehpreis 2007: Nominierung für die Beste Kamera für KDD – Kriminaldauerdienst
- Bayerischer Fernsehpreis 2019: Auszeichnung für die Beste Kamera für Zersetzt – Ein Fall für Dr. Abel